# Стю Кулак
Стюарт Алан Кулак (нар. 10 березня 1963) — колишній канадський хокеїст, правий нападник, який провів частину чотирьох сезонів у Національній хокейній лізі між 1982 і 1989 роками. Вибраний командою «Ванкувер Канакс» на драфті НХЛ 1981 року, він грав за «Канакс», «Едмонтон Ойлерз», «Нью-Йорк Рейнджерс», «Квебек Нордікс» і «Вінніпег Джетс», а також кілька команд у нижчих лігах.

## Ігрова кар'єра
Кулак народився в Едмонтоні, Альберта. Обраний у третьому раунді драфту НХЛ 1981 року, під 115-м номером, командою «Ванкувер Канакс». Дебютував за команду у віці 19 років у сезоні 1982–1983, з’явившись у 4 іграх, забивши гол та зробивши результативну передачу.
У 1986–1987 роках Кулак вибив реєстр «Кенакс» із тренувального табору, з’явившись у 21 грі, перш ніж його відмовили та забрали «Едмонтон Ойлерз». До кінця сезону його знову віддадуть, цього разу Нью-Йорк Рейнджерс. У цьому, як виявилося, його єдиному повному сезоні НХЛ Кулак забив 4 голи та зробив 2 асисти в 54 іграх між Ванкувером, Едмонтоном і Нью-Йорком.
Протягом наступних двох сезонів Кулак виступав за «Квебек Нордікс» і «Вінніпег Джетс», але не зміг протриматися повний робочий сезон. Випущений Джетс у 1990 році, він провів більшу частину 1990-х років у професіоналах низького класу, перш ніж остаточно піти на пенсію у 2000 році.
Кулак зіграв у 90 іграх НХЛ, забивши 8 голів і зробивши 4 асисти за 12 очок, а також 130 хвилин штрафу.